# Puerto San Julián
Puerto San Julián è una città dell'Argentina, nella provincia di Santa Cruz, nei pressi del porto naturale della Patagonia situato vicino all'entrata dello Stretto di Magellano che porta lo stesso nome e che è noto storicamente anche come Port St. Julian. Ai tempi delle imbarcazioni a vela era un punto di sosta, 180 km a sud di Puerto Deseado.
Il nome gli fu dato dall'esploratore portoghese Ferdinando Magellano che vi giunse il 31 marzo del 1520 e trascorse l'inverno nel porto.